# Reprezentacja Saint Croix w piłce nożnej mężczyzn
Reprezentacja Saint Croix w piłce nożnej - amatorski zespół piłkarski, reprezentujący jedną z wysp Wysp Dziewiczych Stanów Zjednoczonych – Saint Croix. Drużyna nie należy do FIFA ani CONCACAF. Reprezentacja rozegrała kilka meczów m.in. z: Virgin Gorda, Saint Thomas i Tortolą.

## Wybrane mecze międzynarodowe
- Saint Croix —  Saint Kitts i Nevis 0:3
- Saint Croix —  Brytyjskie Wyspy Dziewicze 3:2
- Saint Croix —  Saint Kitts i Nevis 1:6

## Osiągnięcia w innych turniejach
- Mistrzostwa Wysp Dziewiczych - Mistrz (w latach 1997 i 1998).